# Sekerské Chalupy
Sekerské Chalupy (německy Hackenhäuser) jsou vesnice a část obce Stará Voda v okrese Cheb v Karlovarském kraji. Nachází se asi dva kilometry jižně od Staré Vody. Sekerské Chalupy leží v katastrálním území Stará Voda u Mariánských Lázní o výměře 10,72 km².

## Historie
První písemná zmínka o vesnici pochází z roku 1789.

## Obyvatelstvo
Při sčítání lidu v roce 1921 zde žilo 358 obyvatel, z nichž byli dva Čechoslováci, 355 obyvatel německé národnosti a jeden cizozemec. K římskokatolické církvi se hlásilo všech 358 obyvatel.
| Rok            | 1869 | 1880 | 1890 | 1900 | 1910 | 1921 | 1930 | 1950 | 1961 | 1970 | 1980 | 1991 | 2001 | 2011 | 2021 |
| -------------- | ---- | ---- | ---- | ---- | ---- | ---- | ---- | ---- | ---- | ---- | ---- | ---- | ---- | ---- | ---- |
| Počet obyvatel | 322  | 335  | 296  | 305  | 341  | 358  | 355  | 129  | 159  | 119  | 63   | 34   | 59   | 96   | 115  |
| Počet domů     | 41   | 39   | 40   | 44   | 52   | 54   | 62   | 47   | —    | 29   | 23   | 22   | 27   | 35   | 38   |

## Obecní správa
Při sčítání lidu v letech 1850–1978 Sekerské Chalupy byly osadou obce Stará Voda, se kterým patřily nejprve do okresu Planá, ale v letech 1910–1950 v okrese Mariánské Lázně, ale v letech 1961–1978 v okrese Cheb. Od 1. ledna 1979 do 23. listopadu 1990 byly částí města Lázně Kynžvart v okrese Cheb. Od 24. listopadu 1990 jsou opět částí obce Stará Voda v okrese Cheb.

## Osobnosti
Z vesnice pochází Matěj Strnad, který byl roku 2022 vyhlášen dítětem Česka.